# کتاب عکس

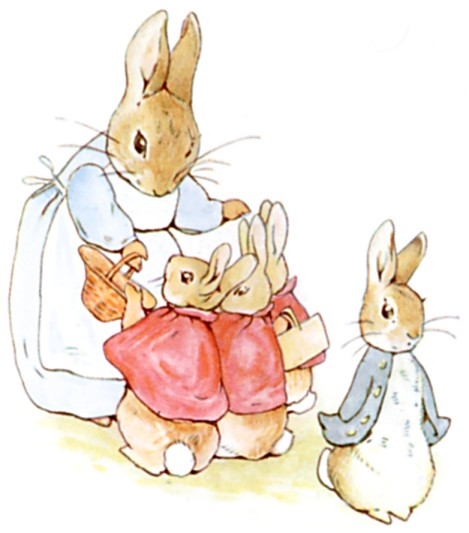
پیتر خرگوشه به همراه خانواده‌اش، از کتاب قصۀ پیتر خرگوشه اثر بیترکس پاتر، ۱۹۰۲، که در جهت تسهیل درک از خانواده خرگوش، در کنار متن کشیده شده‌است.

یک کتاب عکس ترکیبی از روایت‌های تصویری و کلامی در قالب یک کتاب است که غالباً برای کودکان خردسال ساخته می‌شود. در کتاب عکس بیشتر روایت از طریق متن گفته می‌شود و با کمیک متفاوت است، در کمیک تمام روایت از طریق عکس گفته می‌شود. تصاویر موجود در کتاب‌های عکس معمولاً در طیف وسیعی از رسانه‌ها مانند رنگ روغن، اکریلیک، آبرنگ و مداد و غیره تولید می‌شوند.
سه اثر که جزء اولین کتاب‌های عکس مدرن محسوب می‌شوند: Struwwelpeter نوشته هاینریش هافمن در سال ۱۸۴۵، Tintin-Lutin نوشته بنیامین رابیر در سال ۱۸۹۸ و قصه پیتر خرگوشه نوشته بیترکس پاتر در سال ۱۹۰۲. برخی از مشهورترین کتاب‌های هکس عبارتند از: گربه کلاه‌به‌سر نوشته دکتر زوس، جایی که وحشی‌ها هستند نوشته موریس سنداک

## هدف بازار
کتاب‌های عکس غالباً برای کودکان خردسال ساخته می‌شود و برخی از آنها زبان بسیار ابتدایی دارند که مخصوصاً برای کمک به کودکان جهت تقویت مهارت‌های خواندن طراحی شده‌است. کتاب‌های عکس در زندگی کودکان دارای دو عملکرد هستند: ابتدا توسط بزرگسالان برای کودکان خردسال خوانده می‌شوند، و سپس کودکان پس از شروع یادگیری خواندن، خودشان آنها را می‌خوانند.
برخی از کتاب‌های عکس با محتوای کودکان بزرگتر یا حتی بزرگسالان منتشر می‌شوند.